# سفارة الصين في الهند
سفارة الصين في الهند هي أرفع تمثيل دبلوماسي لدولة الصين لدى الهند. تقع السفارة في نيودلهي وهي تهدف لتعزيز المصالح الصينية في الهند.

## وصلات خارجية
- قائمة سفارات الصين
- قائمة السفارات في الهند